# IC 4159
IC 4159 је галаксија у сазвјежђу Береникина коса која се налази на листи објеката дубоког неба у Индекс каталогу.
Деклинација објекта је + 22° 14' 30" а ректасцензија 13h 4m 45,9s. Привидна величина (магнитуда) објекта IC 4159 износи 15,7 а фотографска магнитуда 16,5.